# Regeringen Rangell
Regeringen Rangell var Republiken Finlands 25:e regering. Sexpartikoalitionen bestod av Framstegspartiet, Socialdemokraterna, Agrarförbundet, Samlingspartiet, Svenska folkpartiet och Fosterländska folkrörelsen. Rudolf Walden och Väinö Kotilainen var med i regeringen som opolitiska fackministrar. Ministären regerade från 4 januari 1941 till 5 mars 1943. Fortsättningskriget inleddes under regeringsperioden. Statsminister Jukka Rangell, som inte spelade någon framträdande politisk roll, dömdes år 1946 till sex års fängelse i krigsansvarighetsprocessen men benådades år 1949. Ministrarna Henrik Ramsay, Väinö Tanner och Antti Kukkonen dömdes till fängelsestraff vid samma rättegång som Rangell och president Risto Ryti. Även Finlands sändebud i Berlin T.M. Kivimäki samt den följande regeringens statsminister Edwin Linkomies och andra finansminister Tyko Reinikka fick fängelsestraff.
| Minister                                                                             | Ämbetsperiod                                                                     | Parti                                        |
| ------------------------------------------------------------------------------------ | -------------------------------------------------------------------------------- | -------------------------------------------- |
| Statsminister Johan Wilhelm Rangell                                                  | 4 januari 1941–5 mars 1943                                                       | Framstegspartiet                             |
| Utrikesminister Rolf Witting                                                         | 4 januari 1941–5 mars 1943                                                       | Svenska folkpartiet                          |
| Minister i utrikesministeriet Henrik Ramsay                                          | 14 november 1941–5 mars 1943                                                     | Svenska folkpartiet                          |
| Justitieminister Oskari Lehtonen                                                     | 4 januari 1941–5 mars 1943                                                       | Samlingspartiet                              |
| Inrikesminister Ernst von Born Toivo Horelli                                         | 4 januari 1941–13 maj 1941 13 maj 1941–5 mars 1943                               | Svenska folkpartiet Samlingspartiet          |
| Försvarsminister Rudolf Walden                                                       | 4 januari 1941–5 mars 1943                                                       | opolitisk                                    |
| Finansminister Mauno Pekkala Väinö Tanner                                            | 4 januari 1941–22 maj 1942 22 maj 1942–5 mars 1943                               | Socialdemokraterna                           |
| Minister i finansministeriet Juho Koivisto                                           | 4 januari 1941–5 mars 1943                                                       | Agrarförbundet                               |
| Undervisningsminister Antti Kukkonen                                                 | 4 januari 1941–5 mars 1943                                                       | Agrarförbundet                               |
| Jordbruksminister Viljami Kalliokoski                                                | 4 januari 1941–5 mars 1943                                                       | Agrarförbundet                               |
| Minister i jordbruksministeriet Toivo Ikonen                                         | 4 januari 1941–5 mars 1943                                                       | Agrarförbundet                               |
| Minister för kommunikationsväsendet och allmänna arbetena Väinö Salovaara            | 4 januari 1941–5 mars 1943                                                       | Socialdemokraterna                           |
| Minister i ministeriet för kommunikationsväsendet och allmänna arbetena Vilho Annala | 4 januari 1941–5 mars 1943                                                       | Fosterländska folkrörelsen                   |
| Handels- och industriminister Toivo Salmio Väinö Tanner Uuno Takki                   | 4 januari 1941–3 juli 1941 3 juli 1941–22 maj 1942 22 maj 1942–5 mars 1943       | Socialdemokraterna                           |
| Socialminister Karl-August Fagerholm                                                 | 4 januari 1941–5 mars 1943                                                       | Socialdemokraterna                           |
| Folkförsörjningsminister Väinö Kotilainen Atte Arola Henrik Ramsay                   | 4 januari 1941–16 april 1942 16 april 1942–3 juli 1942 3 juli 1942–5 mars 1943   | opolitisk Agrarförbundet Svenska folkpartiet |
| Minister i folkförsörjningsministeriet Henrik Ramsay Siivo Kantala Toivo Ikonen      | 29 oktober 1941–3 juli 1942 3 juli 1942–5 mars 1943 13 november 1942–5 mars 1943 | Svenska folkpartiet Agrarförbundet           |

## Fotnoter
1. ↑  Jukka Rangell. Nationalencyklopedin. Läst 12 juli 2011.
2. ↑  Krigsansvarighetsprocessen Arkiverad 7 november 2014 hämtat från the Wayback Machine.. Uppslagsverket Finland. Schildts. Läst 12 juli 2011.
3. ↑  25. Rangell Arkiverad 28 oktober 2014 hämtat från the Wayback Machine. Statsrådet. (finska)